# Terre verte

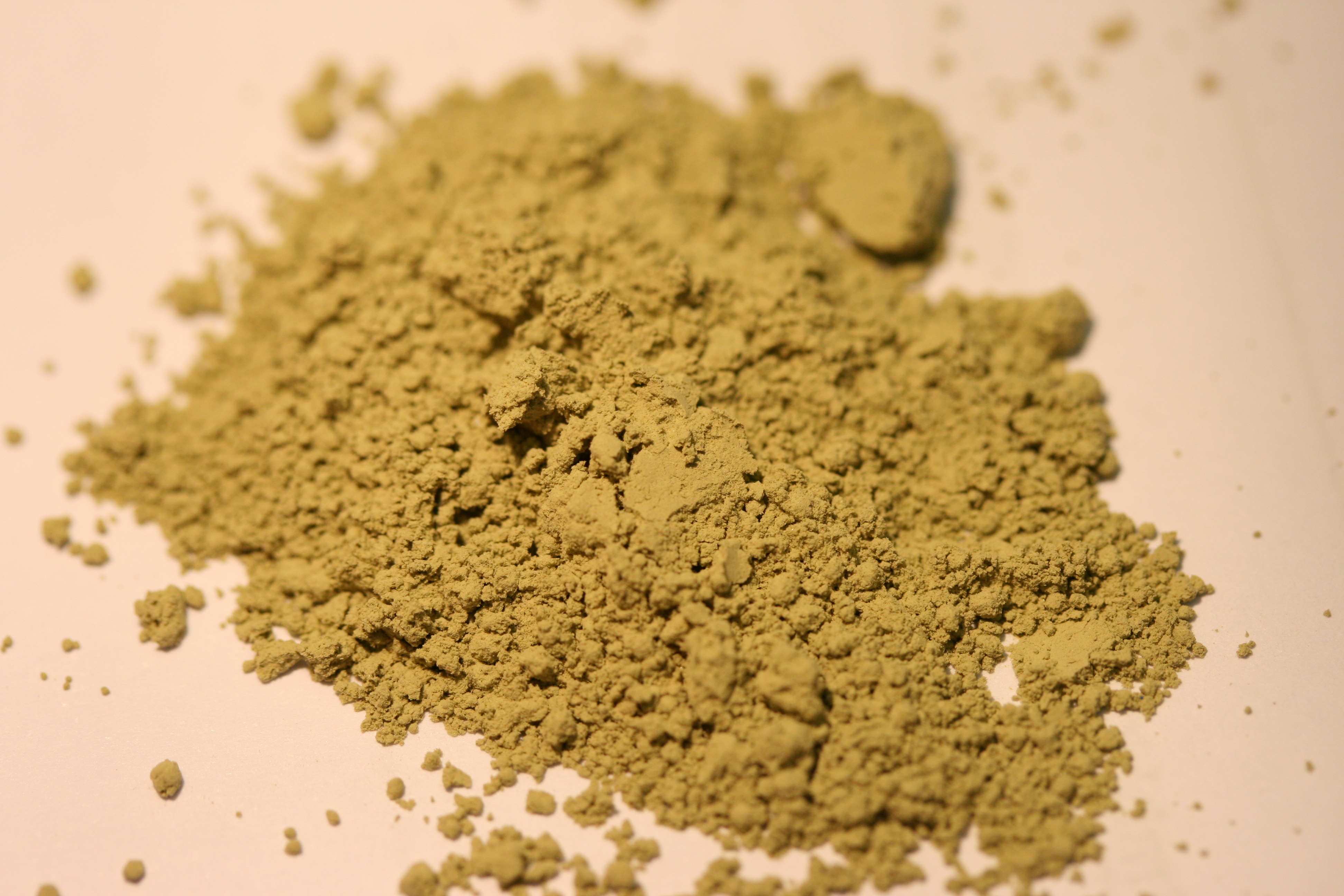
Pigment de terre verte.

La terre verte (all. Grüne erde, ang. green earth) est un terme général désignant des pigments minéraux naturels de teinte vert clair (sorte de gris-vert), constitués de différents composés siliceux (fer, manganèse, magnésium, aluminium) et d'autres minéraux. On en trouvait autrefois deux sortes : les terres vertes de Bohème et du Tyrol aux teintes chaudes, et celles de Vérone aux tonalités plus froide - ville dont elle tire son surnom de « terre de Vérone ».
Utilisée depuis l'Antiquité pour imiter la chrysocolle sous le nom de vert appien, elle fut beaucoup employée par les peintres de la Renaissance, notamment en sous-couche des tons chairs qu'elle rendait plus réalistes (verdaccio).
Elle est classée dans le Colour Index sous le code PG23.